# Automatisk parkering
Automatisk parkering är ett autonomt manövreringssystem för bil som förflyttar ett fordon från en trafikfält till en parkeringsplats för att utföra fickparkering, lodrät parkering eller vinkelparkering. Det automatiska parkeringssystemet syftar till att förbättra komforten och säkerheten vid körning i begränsade miljöer där mycket uppmärksamhet och erfarenhet krävs för att styra bilen. Parkeringsmanövern uppnås med hjälp av en samordnad styrning av styrvinkeln och hastigheten som tar hänsyn till den faktiska situationen i miljön för att säkerställa kollisionsfri rörelse inom det tillgängliga utrymmet.